# Chromebase
Chromebase — торговая марка, под которой с 2014 года разными производителями выпускаются монипьютеры с операционной системой Chrome OS. Концепция этой серии компьютеров предполагает их использование в качестве интернет-устройств, в частности использование веб-сервисов вместо локально установленных приложений (что, тем не менее, не исключает такой технической возможности). Почти все модели оснащены сенсорным экраном.
Устройства в форм-факторе моноблочного компьютера на Chrome OS являются относительной редкостью по сравнению с ноутбуками. Производством компьютеров Chromebase в разное время занимались компании LG Electronics, Acer, Aopen и Hewlett-Packard. Компания CTL предлагает вместо Chromebase использовать неттопы Chromebox, смонтированные к задней части монитора.

## Устройства

### AOpen
Тайваньская компания AOpen c 2015 года выпускает сенсорные моноблоки Chromebase, ориентированные на промышленность и бизнес, пригодные для встраивания. Это единственная компания, которая выпустила моноблоки на Chrome OS, формально не брендированные как Chromebase (а именно — устройства серии cTILE). На сегодня выпущены:
- AOpen Chromebase Commercial
- AOpen Chromebase Mini
- AOpen cTILE 15
- AOpen cTILE 19
- AOpen cTILE 22
- AOpen cTILE 22 Gen 2

### Acer
Acer выпустила свой первый моноблок этой серии — Acer Chromebase DC221HQ — в феврале 2015 года. Он имел 21,5-дюймовый сенсорный экран и оснащался ARM-процессором Tegra K1, тем самым стал первым ARM-моноблоком на Chrome OS. Признан устаревшим в августе 2020 года.
Далее был моноблок Acer Chromebase (CA24I и CA24V), представленный на выставке CES 2016. Устройство оснащалось 23,8-дюймовым сенсорным IPS-экраном с разрешением FullHD (самым крупным на тот момент экраном среди всех устройств на Chrome OS) и процессором Intel Core или Celeron. Компьютер был признан устаревшим в июне 2021 года.
Развитием предыдущих устройств стало второе, выпущенные в феврале 2019 года. Имея схожие размеры и позиционирование, они обновлены по процессорам и имеют новый дизайн. Модификации с буквой I — «общего назначения», с буквой V — оптимизированы для видеоконференций, поэтому оснащены более мощным процессором при малом объёме оперативной памяти (всего 4 ГБ) и 5-мегапиксельной фронтальной камерой. Срок устаревания для них установлен на 2025 год.
Полные индексы моделей, кроме самой первой, содержат в себе информацию о диагонали экрана (около 24"), назначении устройства (I — обычное, V — для видеоконференций), процессоре (C, 3, 5, 7) и типе экрана (N — несенсорный, T — сенсорный), а также о поколении (цифра 2).

### LG

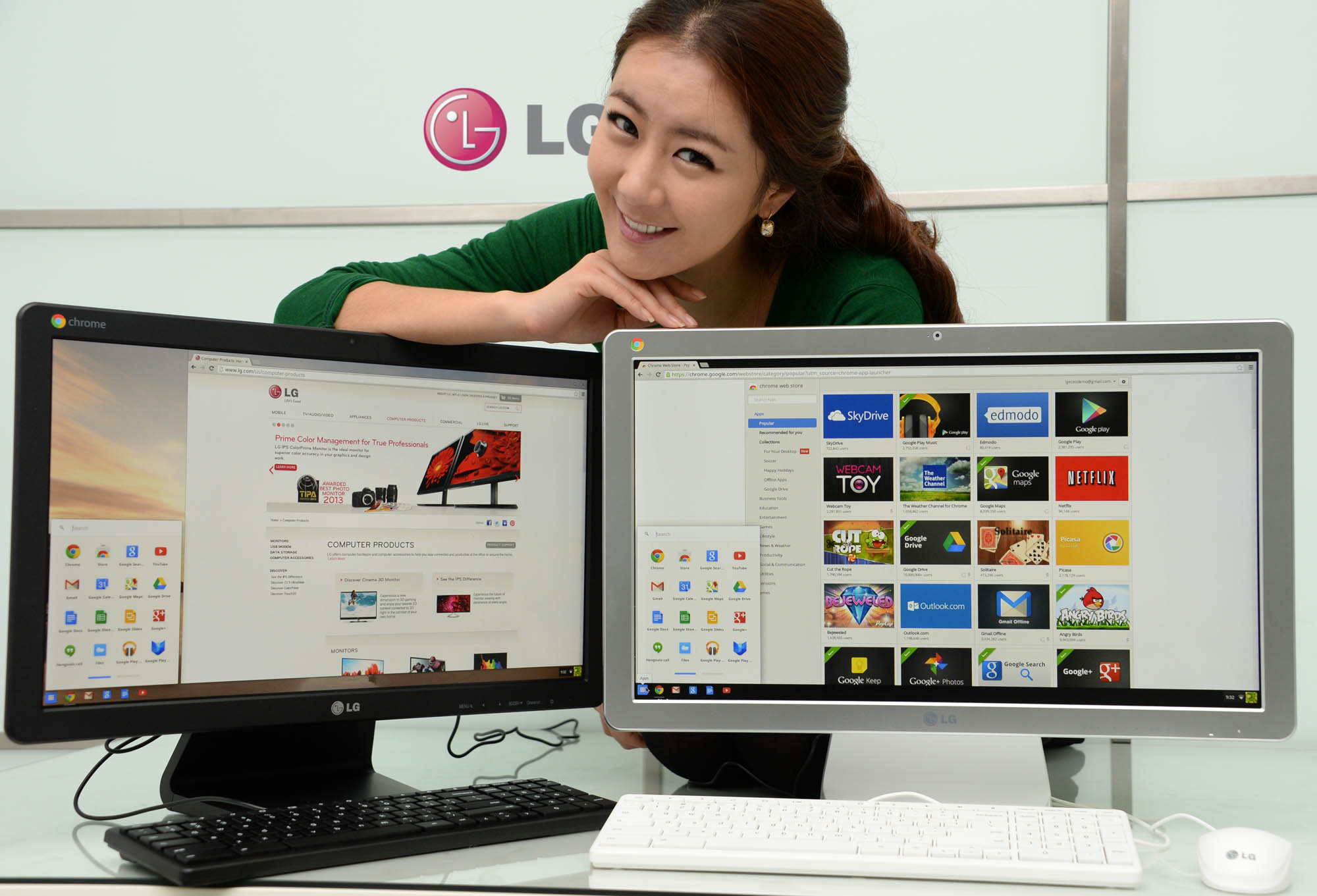
22CB25S (слева) и 22CV241 (справа) — различаются лишь цветом и объёмом оперативной памяти

Южнокорейская компания LG Electronics была первым в мире производителем моноблоков на Chrome OS. Устройство LG Chromebase было представлено на выставке CES в январе 2014 года, хотя первые слухи о нём появились в предыдущем месяце. Моноблок оснащался 21,5-дюймовым IPS-экраном с разрешением FullHD и 178-градусными углами обзора, а также процессором Intel Celeron 2955U, 2 или 4 ГБ оперативной памяти, 16 ГБ постоянной памяти, фронтальной камерой с разрешением 1.3 Мп, Wi-Fi, Ethernet, HDMI и 4 портами USB (один из них — USB 3.0).
Компьютер производился до конца 2016 года. Других устройств этого типа LG больше не выпускала. В июне 2020 года LG Chromebase был признан устаревшей моделью и лишился обновлений ОС.

### HP
В августе 2021 года американский производитель Hewlett-Packard представил моноблок HP Chromebase 22. Его особенность — поворотный в вертикальное положение экран (характеристики типичны: 21.5", FullHD, сенсорный). Использован процессор Pentium Gold или Core i3, есть поддержка Wi-Fi 6.

## Общий список устройств
| Название и кодовое имя             | Индексы                                                                                            | Дата выпуска     | Процессор                                               | ОЗУ                                    | ПЗУ        | Экран        | Дата устаревания | Ссылки |
| ---------------------------------- | -------------------------------------------------------------------------------------------------- | ---------------- | ------------------------------------------------------- | -------------------------------------- | ---------- | ------------ | ---------------- | ------ |
| AOpen Chromebase Commercial «Sumo» | | 19 сентября 2015 | Celeron N2930                                           | 4 ГБ DDR3L (2-кан.)                    | 32 ГБ      | 21,5" FullHD | сентябрь 2021    |        |
| AOpen Chromebase Mini «Tiger»      | | 16 января 2017   | Rockchip RK3288C                                        | 4ГБ LPDDR3 (2-кан.)                    | 16 ГБ      | 10,1" HD+    | февраль 2022     |        |
| AOpen cTILE 15                     | IC15F0                                                                                             |                  | Rockchip RK3288C                                        | 4ГБ LPDDR3 (2-кан.)                    | 16 ГБ      | 15,6" FullHD |                  |        |
| AOpen cTILE 19                     | IC19F0                                                                                             |                  | Rockchip RK3288C                                        | 4ГБ LPDDR3 (2-кан.)                    | 16 ГБ      | 19,5" FullHD |                  |        |
| AOpen cTILE 22                     | IC22F0                                                                                             |                  | Rockchip RK3288C                                        | 4ГБ LPDDR3 (2-кан.)                    | 16 ГБ      | 21,5" FullHD |                  |        |
| AOpen cTILE 22 Gen 2               | IC22-F1                                                                                            | 16 февраля 2022  | Celeron 3865U                                           | 4ГБ DDR4 (2-кан.)                      | 32 ГБ      | 21,5" FullHD | 2028             |        |
| Acer Chromebase «Kitty»            | DC221HQ                                                                                            | 22 июня 2015     | Tegra K1 T124                                           | 4 ГБ DDR3                              | 16 ГБ      | 21,5" FullHD | август 2020      |        |
| Acer Chromebase 24 «Buddy»         | CA24I-CN CA24I-CT CA24I-5T CA24I-7T CA24V-CT                                                       | 4 января 2016    | Celeron 3215U Core i5-5200U Core i7-5500U               | 4/8 ГБ DDR3L (2-кан.)                  | 16/32 ГБ   | 23,8" FullHD | июнь 2021        |        |
| Acer Chromebase 24 Gen 2           | CA24I2-CT CA24I2-3T CA24I2-5T CA24V2-7T                                                            | 4 февраля 2019   | Celeron 3867U Core i3-8130U Core i5-8250U Core i7-8550U | 4/8 ГБ DDR4 (2-кан.)                   | 128 ГБ     | 23,8" FullHD | июнь 2025        |        |
| LG Chromebase «Monroe»             | 22CB25S 22CV241                                                                                    | 7 января 2014    | Celeron 2955U                                           | 2/4 ГБ DDR3L (1-кан.)                  | 16 ГБ      | 21,5" FullHD | июнь 2020        |        |
| HP Chromebase All-in-One 22        | 22-aa0000ng 22-aa0000na 22-aa0007na 22-aa0050t 22-aa0130xt 22-aa0010 22-aa0012 22-aa0019 22-aa0039 | 10 августа 2021  | Pentium Gold 6405U Core i3-10110U                       | 4/8 ГБ (1-кан.), 8/16 ГБ (2-кан.) DDR4 | 128/256 ГБ | 21,5" FullHD | 2028             |        |